# Hidroglisor

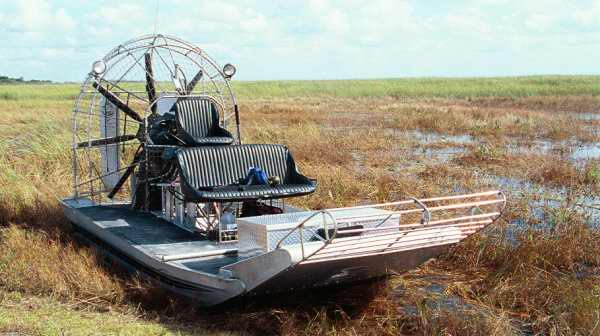
Un hidroglisor

Hidroglisorul este o ambarcațiune de mici dimensiuni cu fundul plat, propulsată de un motor cu elice aeriană sau de un motor cu reacție. Modelele mari pot transporta până la 18 persoane. Hidroglisorul poate atinge viteze mari, dar nu este prevăzut cu frâne și de asemenea nu se poate deplasa înapoi.

Datorită formei sale, cu cât glisează mai repede cu atâta iese mai mult din apă (își reduce pescajul).

## Istoric
Începând cu prima jumătate a secolului al XIX-lea sunt consemnate primele concepte de ambarcațiuni cu fund plat de mare viteză (Avraam Morrison în 1837, Scott Russell în 1840, Charles Ramus în 1872).
În anii 1880 fizicianul elvețian Raoul Pictet a efectuat teste cu diverse ambarcațiuni cu fundul plat pe Lacul Geneva și publică în 1883 un Studiu teoretic și experimental pentru o barcă rapidă.
Contele Charles de Lambert începe în anul 1885 să conceapă unele modele de „bărci glisante”. Primele teste sunt efectuate pe râurile Sena și Tamisa. În 1887, apare primul model de „glisor cu elice de aer”, pe care îl lansează la apă în anul 1906, stabilind un uimitor record de viteză pentru timpul său, de 60 km/h.
În 1907 Charles de Lambert testează un nou model de glisor propulsat de o elice aeriană. În octombrie 1913 un astfel de aparat alimentat de un motor de 200 cp este pilotat de Paul Tissandier cu care stabilește un nou record de viteză pe apă, 98 km/h.
Peste ocean, primul hidroglisor (Ugly Duckling) a fost construit în 1905, în Noua Scoție, Canada, de către o echipă condusă de Alexander Graham Bell. Acesta a fost folosit pentru a testa diverse motoare și sisteme de propulsie. 
În anul 1920 este înregistrat în Florida, Curtis Scooter primul hidroglisor conceput de către Glenn Curtis, un asociat al lui Bell.
Începând cu anii 1930 apar mai multe hidroglisoare particulare în mlaștinile din Florida și Louisiana.
În anii 1910–1911, ofițerul de marină mecanic Ion Paulat a proiectat și construit, primul hidroglisor românesc.

## Utilizări
Hidroglisoarele sunt fabricate în diferite mărimi și pot fi adaptate funcție de utilizare:
- transport de persoane sau de mărfuri în locuri mlăștinoase și greu accesibile
- turism, vânătoare
- cercetare, exploatări petroliere
- acvacultură, agricultură
- pompieri, salvare, situații de urgență
- supraveghere vamală, poliție fluvială, operațiuni militare, competiții sportive etc

În prezent hidroglisorul este un mijloc de transport foarte popular în S.U.A. în special în regiunile cu mlăștini din statul Florida (Indian River, râul Kissimmee și St. Johns) și statul Louisiana, fiind folosit pentru pescuit, vânătoare, eco-turism, patrulare etc.
Hidroglisoarele sunt, de asemenea, utilizate de către U.S. Army și Paza de Coastă. În timpul războiului din Vietnam, a fost folosit pentru a patrula zonele în care ambarcațiunile mai mari nu au putut ajunge și folosite de către forțele speciale. Au fost, de asemenea, folosite în timpul războiului din Irak pentru patrularea zonelor de frontieră. 
Dintre numeroasele hidroglisoare construite  pentru competiții sportive, sunt celebrele Bluebird (K4 și K7), cu care Donald Campbell a realizat cea mai mare viteză pe apă, de 320 Nd (592 km/h). Aceste tipuri de hidroglisoare sunt de construcție specială având fundul realizat în trepte coborâtoare spre pupa; în felul acesta hidroglisorul alunecă numai pe ultima treaptă din spate, celelalte rămânând în aer. 
În România, inginerul inventator George Constantinescu a gândit primul hidroglisor de concepție românească, care ulterior a fost materializat în jurul anilor 1970 de către U.R.S.S.